# Anzoumane Sissoko
Pour les articles homonymes, voir Sissoko.
Anzoumane Sissoko, né 31 décembre 1964 à Monéa au Mali, est un militant politique et homme politique français.

## Biographie
Né le 31 décembre 1964 à Monéa, près de Kayes, au Mali, il est le fils du chef du village, Mamadou Sissoko, et a huit frères et sœurs. Ayant passé son baccalauréat, il se rend clandestinement en France par la Guinée en septembre 1993, pour y travailler.
Il travaille dans un « supermarché asiatique », un magasin d’alimentation à Saint-Denis, puis devient technicien au marché des Enfants-Rouges. Il se marie en 2000 puis, après avoir échappé deux fois à l'expulsion (en 1997 et 2001), acquiert la nationalité française en mars 2006 par naturalisation, après « une action conduite avec le parti communiste ».
En 1996, il participe à l'occupation de l'église Saint-Bernard de la Chapelle. Il devient par la suite porte-parole de la Coordination parisienne des sans-papiers (CSP 75). Il organise l'occupation de plusieurs bâtiments par des immigrés clandestins, parmi lesquels la bourse du travail de Paris, l'hôtel de ville de Neuilly-sur-Seine, les sièges du cabinet Claude et Sarkozy, de la Ligue contre le racisme et l'antisémitisme (LICRA) et du Mouvement des entreprises de France (MEDEF).
Tenu pour le « maire officieux » des résidents non-français du 18e arrondissement de Paris, il présente lors des élections municipales de 2014 une « Liste des sans-voix », soutenue par le Nouveau Parti anticapitaliste mais invalidée par la préfecture.
En 2020 il est candidat aux élections municipales de Paris 18e sur la liste écologiste. Il est élu en juin et devient adjoint au maire du 18e chargé des solidarités internationales et des parcours d'accueil.